# Валленберг, Рауль
Рау́ль Гу́став Ва́лленберг (швед. Raoul Gustav Wallenberg, 4 августа 1912, Стокгольм — исчез в июле 1947 года, Лубянская тюрьма, Москва) — шведский дипломат, спасший жизни десятков тысяч венгерских евреев в период Холокоста. Праведник мира.
После занятия Будапешта советской армией был задержан СМЕРШем и переправлен в Москву. Предположительно умер в советской тюрьме в июле 1947 года. 31 октября 2016 года Швеция официально признала Валленберга умершим.

## Биография
Родился 4 августа 1912 года в Каппсте, коммуна Лидингё, рядом со Стокгольмом. Родители Валленберга поженились незадолго до его рождения. Отец — Рауль Оскар Валленберг, служил офицером в военно-морском флоте Швеции; скончался от рака за три месяца до рождения сына. Мать, Май Висинг Валленберг, — дочь профессора неврологии Пера Висинга.

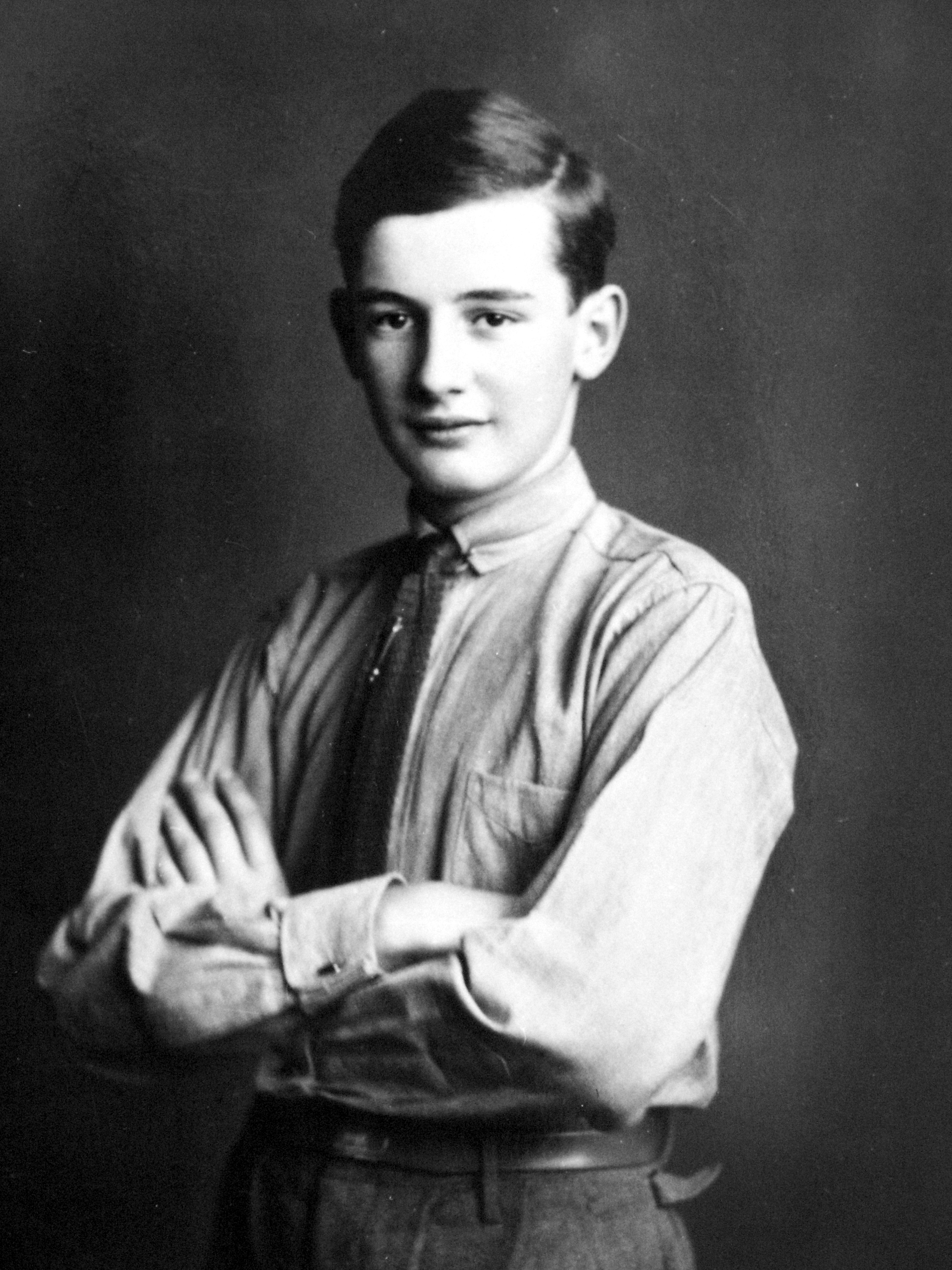
Рауль Валленберг в юности

По отцовской линии принадлежал к известной в Швеции семье Валленбергов, из которой происходили многие известные шведские дипломаты и финансисты. Его дед, Густав Валленберг, был дипломатом и на момент рождения Рауля работал послом Швеции в Японии.
По материнской линии Валленберг был потомком одного из первых представителей еврейской общины Швеции, еврея по имени Бендикс, ставшего ювелиром и перешедшего в лютеранство.
В 1918 году его мать снова вышла замуж, за Фредрика фон Дарделя, который тогда работал в министерстве здравоохранения Швеции. В этом браке родилось двое детей — Нина и Ги фон Дардель, ставший позже физиком-ядерщиком. Раулю повезло и с отчимом, который относился к нему, как к родным детям, очень любил его и заменил ему отца.
Воспитанием Рауля Валленберга занимался его дед. Сначала он отдал внука на военные курсы, а затем отправил во Францию, для изучения французского языка. До отправки во Францию Валленберг уже владел русским, немецким и английским языками. Будучи подростком, Валленберг увлёкся архитектурой, поэтому в 1931 году он отправляется изучать архитектуру в Анн-Арбор, в Мичиганский университет. Университет он окончил с отличием, за что был награждён медалью.

### Работа в бизнесе
Несмотря на богатство и положение своей семьи в Швеции, в 1933 году он отправляется в Чикаго, где работает в шведском павильоне «Чикагской всемирной выставки». Летом 1934 года он посетил своих родственников в Мексике.
В 1935 году Валленберг возвращается в Стокгольм, выставляет свой проект плавательного бассейна на конкурс и занимает второе место. Так как до отъезда в США он обещал своему деду, мечтавшему видеть внука успешным банкиром, заняться коммерцией, Валленберг едет в Кейптаун (Южная Африка). Здесь он поступает на работу в компанию знакомого своего деда. Рауль продавал строительные материалы, по делам фирмы он изъездил всю страну. Перед отъездом он получил от работодателя блестящую характеристику.
В 1936 году Валленберг навещает в Турции своего деда, служившего послом Швеции в этой стране. Густав Валленберг находит внуку новую работу в «Голландском банке» на территории подмандатной Палестины, в городе Хайфа. В Хайфе он встречает молодых евреев, бежавших из нацистской Германии. Эта встреча произвела на него глубокое впечатление. Джон Бирман, исследователь, написавший про Валленберга книгу, отмечает, что это могло произойти из-за осознания Раулем причастности к еврейскому народу.
Валленберг гордился принадлежностью к еврейству, сам он говорил о себе в тот период так: «Человека, подобного мне, наполовину Валленберга и наполовину еврея, сломить нельзя».
В 1937 году умер его дед Густав. Теперь Рауль мог заниматься тем, чем хотел. Архитектором он стать не мог из-за того, что американский диплом требовал подтверждения для работы в Швеции, а снова садиться за учёбу Валленберг не хотел, считал, что в двадцать пять лет уже поздно обучаться. Помимо этого, ввиду «Великой депрессии» в Швеции мало строили. Тогда он решил заняться бизнесом, заключив сделку с немецким евреем, изобретшим новый вид застёжки-молнии. Предприятие провалилось, после чего Рауль обратился к своему дяде Якобу за помощью. Якоб предложил ему разработать проект, который собирался использовать на территории принадлежащего ему участка земли. Ввиду начала войны всё строительство в стране было приостановлено, Рауль снова остался без дела.
Дядя Якоб устроил его на работу в Центрально-европейскую торговую компанию, владельцем которой был венгерский еврей Калман Лауер. Через восемь месяцев Валленберг стал партнёром Лауера, одним из директоров компании. В этот период он много ездил по Европе, а жил в Стокгольме, в отеле «Ларкстад», имел множество друзей и знакомых. Придерживаясь либеральных и общегуманистических воззрений, Рауль Валленберг ужасался порядкам нацистов в Европе, но ничего изменить не мог. Несмотря на прекрасное исполнение рабочих обязанностей, он недолюбливал свою работу.
Актриса Вивека Линдфурш вспоминала, что в один из вечеров Валленберг рассказывал ей о происходящем в Европе. С горячностью он пересказывал ей про то, как нацисты жестоко преследуют евреев.

### Дипломатическая служба

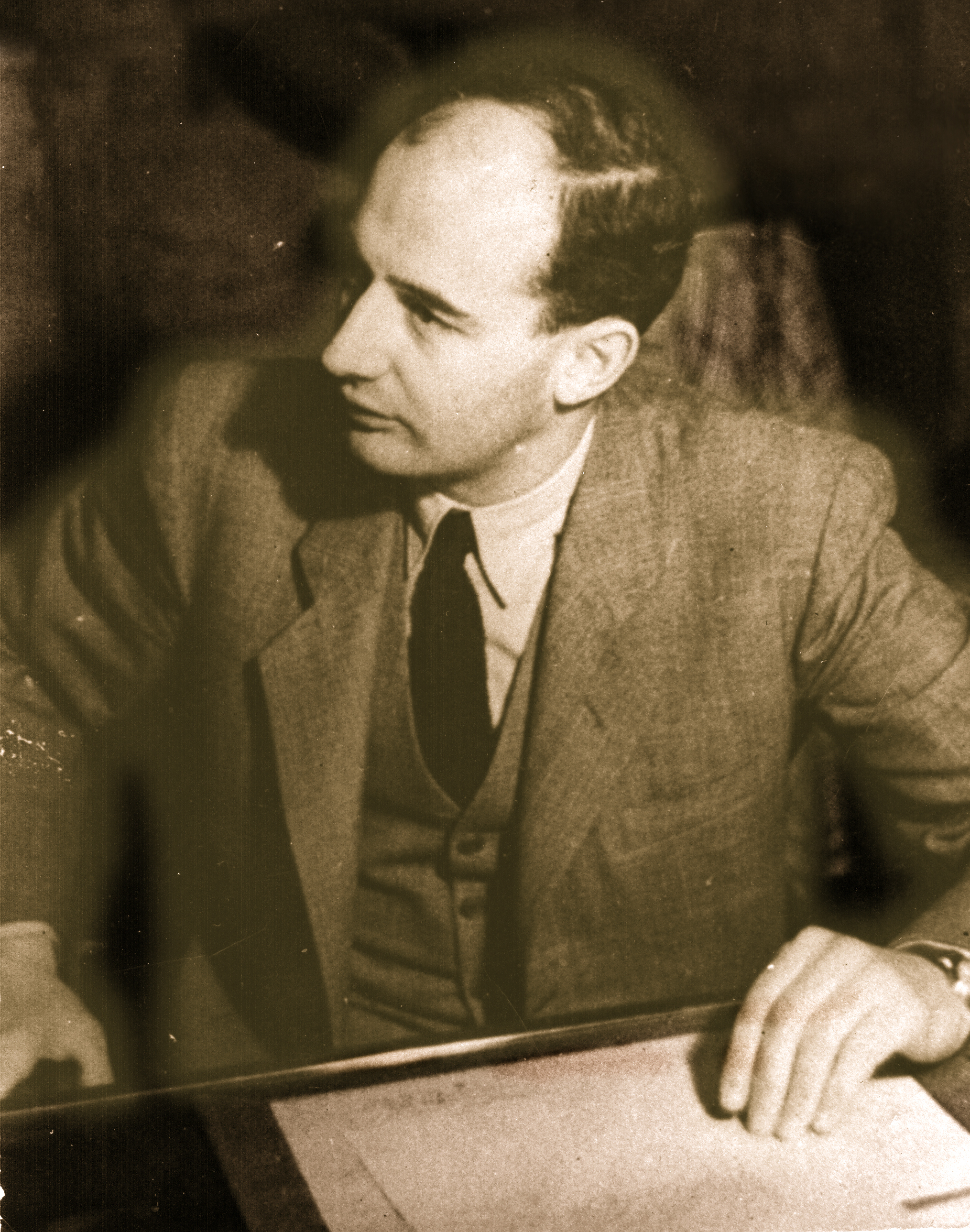
Фото Рауля Валленберга

В июле 1944 года Валленберг был назначен первым секретарём шведского дипломатического представительства в Будапеште. Пользуясь своим дипломатическим статусом, он выдавал многим евреям шведские «защитные паспорта», дававшие владельцам статус шведских граждан, ожидающих репатриации. Вместе с Валленбергом евреям помогал ещё один шведский дипломат Пер Ангер. Бывший директор Особого архива СССР Анатолий Прокопенко утверждает, что советская разведка с помощью завербованного агента вела слежку за Валленбергом в Будапеште, досье об этом он обнаружил в 1991 году в главном архиве КГБ.
Валленбергу также удалось путём угроз наказания за военные преступления убедить некоторых немецких генералов не выполнять приказы Гитлера по вывозу евреев в лагеря смерти. Таким образом он предотвратил уничтожение будапештского гетто в последние дни перед наступлением Красной Армии. Если данная версия верна, то Валленбергу удалось спасти не менее 100 тысяч венгерских евреев. В одном только будапештском гетто на момент прихода советских войск находилось 97 тысяч евреев. Всего из 800 тысяч евреев, проживавших в Венгрии до войны, выжило 204 тысячи. Многие из них обязаны своим спасением Раулю Валленбергу.
Существует несколько версий дальнейшей жизни Валленберга. После занятия Будапешта советскими войсками 13 января 1945 года он вместе со своим шофёром В. Лангфельдером был задержан советским патрулём в здании Международного красного креста (по другой версии — сам пришёл в расположение 151-й стрелковой дивизии и попросил встречи с советским командованием; по третьей версии — был арестован НКВД на своей квартире). После этого он был направлен к командующему 2-м Украинским фронтом Родиону Малиновскому, которому намеревался что-то сообщить. Но по дороге он был вновь задержан и арестован сотрудниками контрразведки Смерш. По другой версии, после ареста на квартире Валленберга отправили в штаб советских войск. Пер Ангер также был арестован советскими органами, но выпущен через три месяца.
Профессор Бенгт Янгфельдт утверждает, что в машине Валленберга при его задержании было обнаружено много золота и драгоценностей, которые были доверены ему евреями. По мнению Янгфельдта, это могло стать причиной ареста, поскольку советские власти могли считать, что это попытка вывоза золота нацистов. Янгфельдт считает, что все эти ценности были похищены советской контрразведкой, поскольку они не были зарегистрированы как имущество Валленберга при его аресте. Кроме того, он указывает, что в Будапеште советские войска затем разграбили посольство Швеции.
8 марта 1945 года будапештское «Радио Кошут», находившееся под советским контролем, сообщило, что Рауль Валленберг погиб во время уличных боёв в Будапеште.

### В заключении в СССР

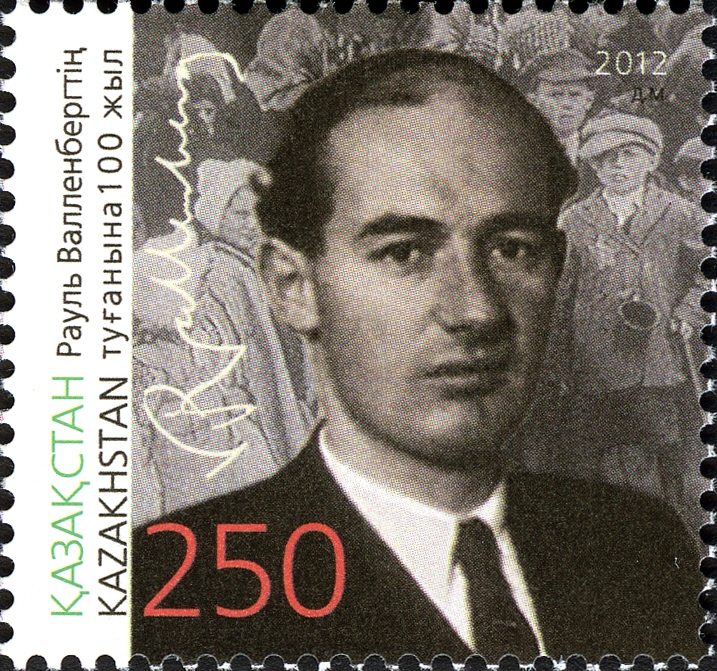
Рауль Валленберг на почтовой марке Казахстана, 2012

Считается доказанным, что Валленберга из Будапешта переправили в Москву, где он содержался в тюрьме на Лубянке. Существуют показания немецких заключённых, находившихся в то время в тюрьме, в которых они заявляют, что общались с Валленбергом посредством тюремного телеграфа до 1947 года. После, по их словам, Рауля куда-то отправили.
После исчезновения Валленберга Швеция делала несколько запросов о его местонахождении, но советская сторона сообщала, что подобной информацией не располагает. А в августе 1947 года Андрей Вышинский официально заявил, что Валленберга в СССР нет и советским властям о нём ничего не известно. Только в феврале 1957 года советская сторона признала, что Валленберг был арестован и вывезен в Москву, где умер от инфаркта 17 июля 1947 года. По словам Павла Судоплатова, следственно-архивное и тюремное дела Валленберга были уничтожены; к смерти могли быть причастны сотрудники токсикологической лаборатории НКВД — НКГБ — МГБ, сделавшие ему смертельную инъекцию.
В архиве МИД России была обнаружена записка Вышинского (№ 312-В от 14 мая 1947 года) Вячеславу Молотову, в которой высказывается такое соображение: «Поскольку дело Валленберга до настоящего времени продолжает оставаться без движения, я прошу Вас обязать тов. Абакумова представить справку по существу дела и предложения о его ликвидации». 18 мая 1947 года В. М. Молотов на этом документе написал резолюцию: «Тов. Абакумову. Прошу доложить мне». 7 июля 1947 года А. Я. Вышинский направил В. С. Абакумову письмо, в котором просил дать ответ для подготовки реакции на очередное обращение шведской стороны. В журналах регистрации документов секретариатов МГБ СССР и МИД СССР зарегистрировано письмо Абакумова на имя Молотова от 17 июля 1947 года, однако оно не обнаружено в архивах.
По свидетельству историка и литератора Льва Безыменского, автора книги-исследования «Будапештский мессия: Рауль Валленберг»: «Яковлев передал мне свой разговор с Крючковым в 1989 году. Тот без всяких сомнений сказал: „Расстреляли мы его, очень много знал“. Я решил сам поговорить с Крючковым. Он все подтвердил и ещё добавил: „Замечательный был человек… роковая ошибка с нашей стороны“».

## После распада СССР
В декабре 2000 года Генеральная прокуратура России приняла решение о реабилитации шведского дипломата Рауля Валленберга и его водителя Вильмоша Лангфельдера на основании закона Российской Федерации «О реабилитации жертв политических репрессий» от 18 октября 1991 года. Соответствующее заключение Главной военной прокуратуры утвердил генеральный прокурор РФ Владимир Устинов. По данным прокуратуры, «в ходе проверки установить подлинные причины ареста и содержания в тюрьмах Валленберга и Лангфельдера, фактические обстоятельства их смерти, наличие материалов уголовного дела, личных дел арестованных или дел военнопленных не удалось». В заключении прокуратуры сказано:

Валленберг и Лангфельдер в январе 1945 года, будучи работниками шведской миссии в Будапеште, а Валленберг, кроме того, обладая дипломатическим иммунитетом нейтральной страны, которая не воевала против СССР, были задержаны и арестованы под видом военнопленных и содержались длительное время вплоть до их гибели в советских тюрьмах, подозреваясь в шпионаже в пользу иностранных разведок.

Заключение Генпрокуратуры было подвергнуто критике. Историк и журналист В. К. Абаринов считает, что прокуратура не могла бы утверждать, в чём именно подозревался Валленберг и его водитель, указывать статус, в котором они содержались в тюрьме, и делать выводы о необоснованности репрессий, если бы на самом деле не обнаружила материалы дела.
В апреле 2010 года американскими историками С. Бергером и В. Бирштейном было высказано предположение, что версия о смерти Р. Валленберга 17 июля 1947 года была ложной. В ходе работы в Центральном архиве ФСБ они выяснили, что 23 июля 1947 года начальник 4-го отдела 3-го главного управления Министерства госбезопасности СССР (военной контрразведки) С. Н. Карташёв в течение 16 часов допрашивал некоего «заключённого номер 7», а также Вильмоша Лангфельдера и Шандора Катону. Лангфельдер был шофёром Валленберга. На одном из допросов, 11 марта 1947 года, присутствовал в качестве переводчика С. А. Кондрашёв. Предполагается, что «заключённый номер 7», скорее всего, и был Раулем Валленбергом.
В обнаруженных в 2016 году дневниках И. А. Серова также содержится утверждение о смерти Валленберга в 1947 году. Согласно его воспоминаниям, арестованный Абакумов признался на допросе, что приказ ликвидировать Валленберга исходил от Сталина и министра иностранных дел Молотова.
22 сентября 2016 года координатор международной исследовательской группы RWI-70 (Raoul Wallenberg Research Initiative-70) Сюзанна Бергер сообщила об обращении родственников Валленберга и исследователей в ФСБ с просьбой предоставить им ранее недоступные документы, в том числе протоколы допросов Абакумова, а также оригиналы ряда документов (которые ранее были предоставлены в частично отредактированном виде). ФСБ в просьбе отказала, после чего иск родственников Валленберга к ФСБ в Мещанском суде Москвы также был отклонён 18 сентября 2017 года.

## Память о Валленберге

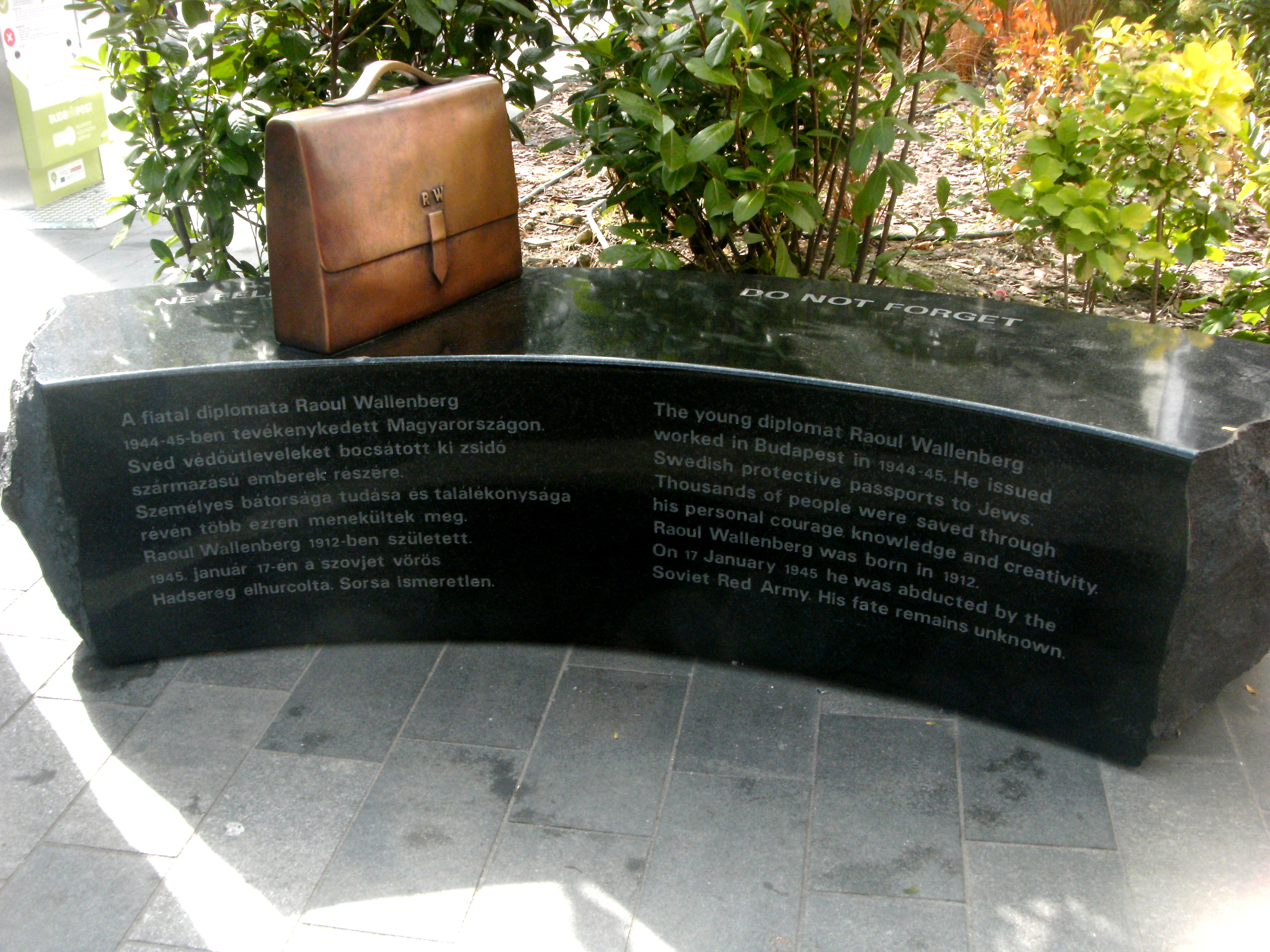
Памятник Валленбергу. Крайц, Улла и Крайц, Густав. Будапешт (2014)

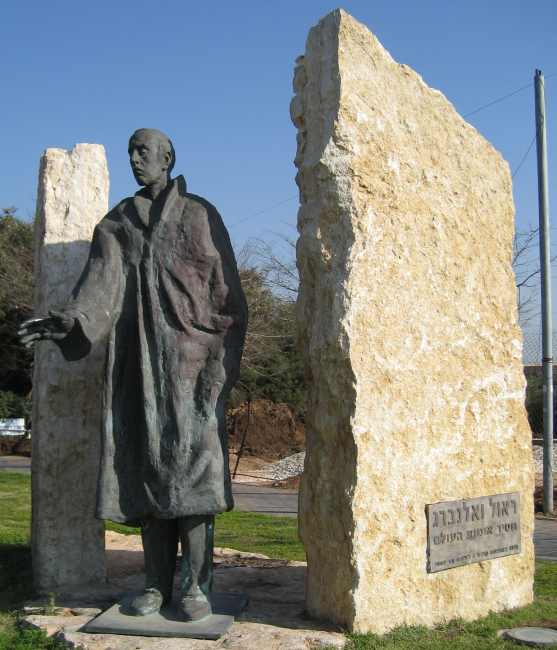
Памятник Валленбергу на ул. Валленберга в Тель-Авивском районе Рамат-ха-Хаяль

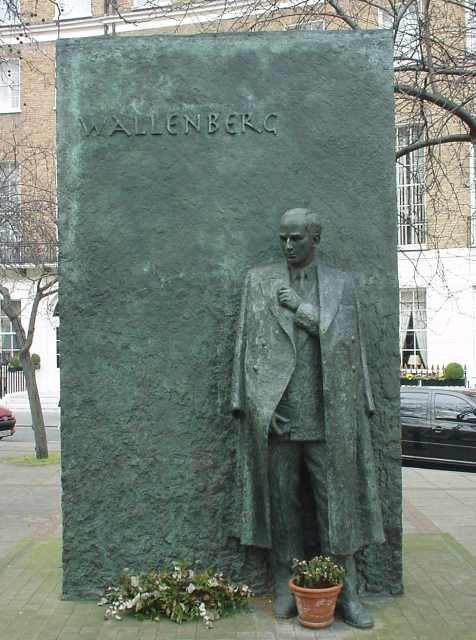
Памятник Раулю Валленбергу в Лондоне.

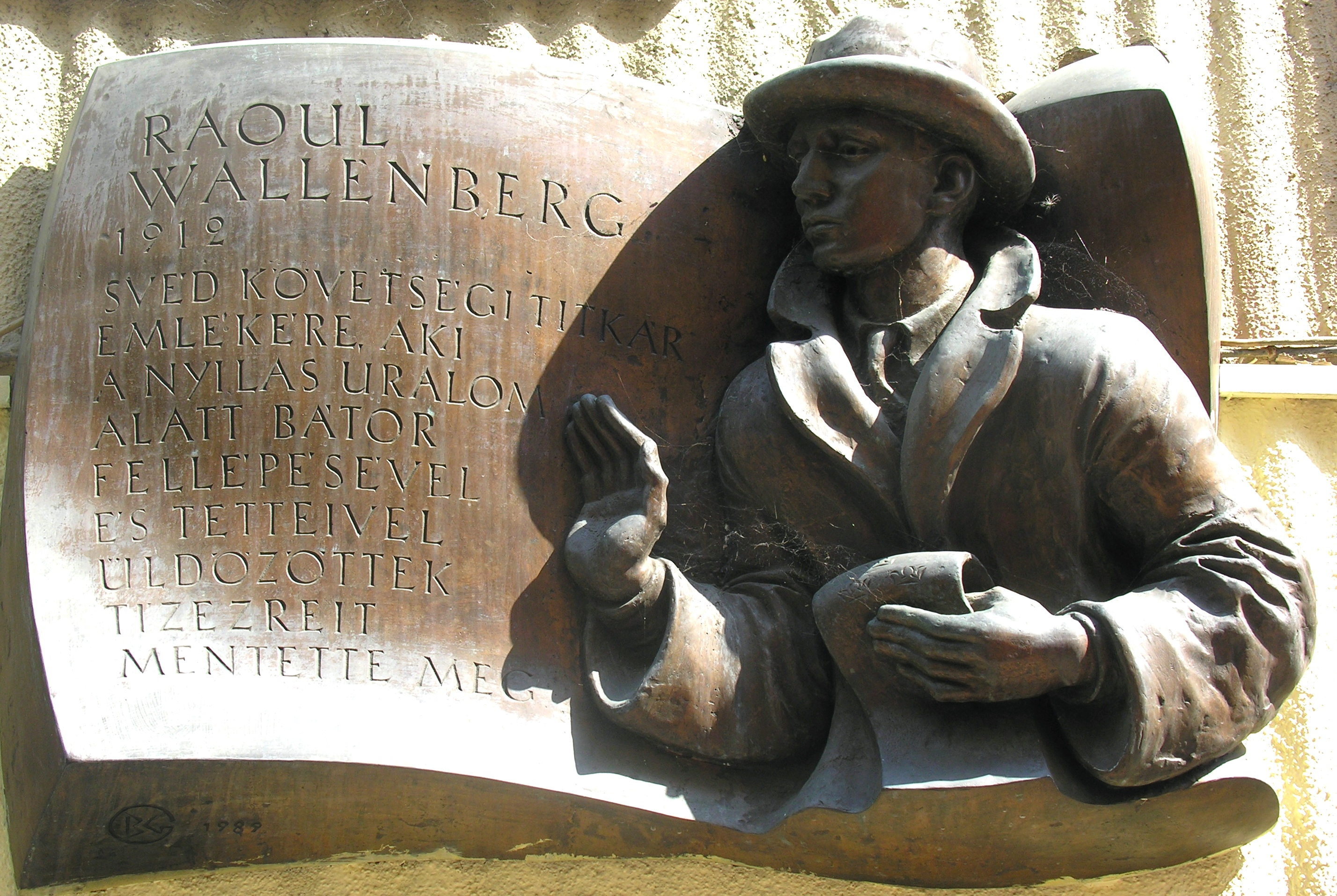
Мемориальная доска в Будапеште, Венгрия

Памятник в Стокгольме, Швеция

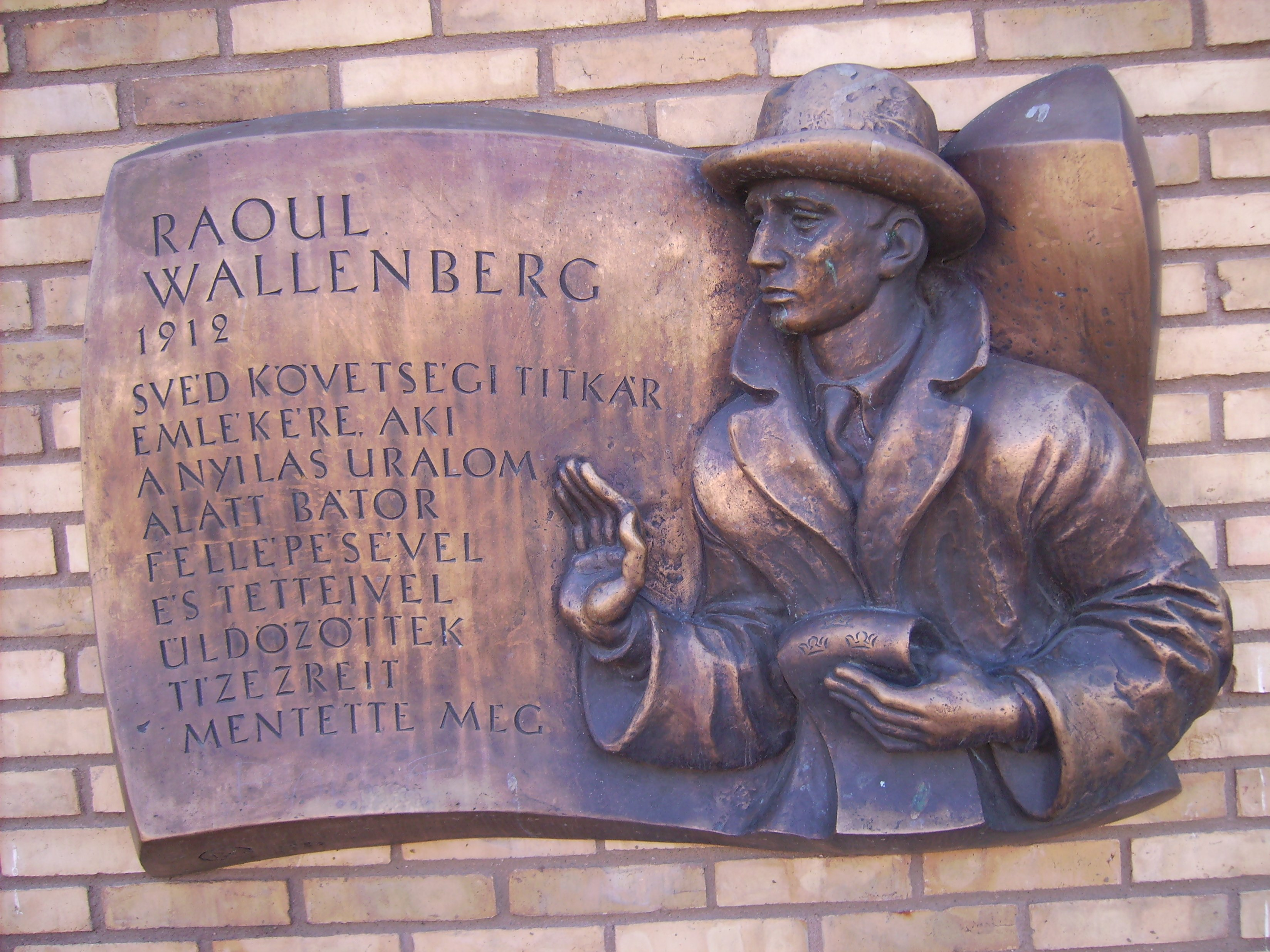
Мемориальная доска в Линчёпинге, Швеция

Валленберг является одним из самых известных людей, спасавших евреев в годы Холокоста. Один из его биографов Пол Левин писал:

Рауль Валленберг был одним из сравнительно небольшого числа европейцев христианского вероисповедания, которые в 1933—1945 гг. действительно старались прийти на помощь еврейским собратьям.

За заслуги перед человечеством Валленбергу поставлены памятники во многих городах мира, в частности в Стокгольме, Будапеште, Нью-Йорке, Лондоне, Москве, Тель-Авиве, Братиславе, Сантьяго и других. Факсимиле его подписи является частью памятника жертвам политических репрессий в Санкт-Петербурге.
26 ноября 1963 года израильский Институт Катастрофы и героизма Яд ва-Шем присвоил Валленбергу звание Праведника народов мира. В 1981 году американский конгрессмен Том Лантос, один из спасённых Валленбергом в Венгрии, стал инициатором присвоения Валленбергу звания почётного гражданина США. Он также является почётным гражданином Канады (1985), Венгрии и Израиля. В 1981 году в США был создан Комитет Рауля Валленберга — чтобы «увековечить гуманистические идеалы и ненасильственное мужество Рауля Валленберга». Комитет ежегодно награждает премией имени Рауля Валленберга лиц, осуществляющих эти цели. В 1997 году в его честь в США была выпущена почтовая марка. 26 июля 2012 года он был награждён Золотой медалью Конгресса США «в знак признания его достижений и героические действия во время Холокоста».

### В его честь названы
- Улица и средняя школа в Берлине
- Улицы во многих городах государства Израиль
- Институт специальной педагогики и психологии (ИСПиП) в Санкт-Петербурге
- Детский фонд им. Рауля Валленберга, Стокгольм
- Концерт для оркестра памяти Рауля Валленберга «Жёлтые звезды» («Пурим-шпиль в гетто») Исаака Шварца[31].
- Улица в Вашингтоне
- Улица в Батуми
- Улица в Мукачеве
- Улица в Будапеште
- Улица в Торонто
- Променад в Праге
- Благотворительный фонд Рауль в Санкт-Петербурге[32]
- Площадь и бюст в Монреале. Там же расположен Центр прав человека его имени[англ.][33].

### В культуре
Рауль Валленберг стал персонажем нескольких киноработ. В 1985 году был снят телефильм «Валленберг: История героя» (англ. Wallenberg: A Hero's Story), главную роль исполнил Ричард Чемберлен. Режиссёр Кьелл Греде снял ещё один фильм о Валленберге — «Добрый вечер, господин Валленберг» (англ. Good Evening, Mr. Wallenberg), который был выпущен в 1990 году, главную роль сыграл Стеллан Скарсгард.
Также о судьбе Валленберга было снято несколько документальных фильмов. Один из них снял в 1983 году Дэвид Харел, он получил название «Рауль Валленберг: похороненный заживо» (англ. Raoul Wallenberg Buried Alive). Другой фильм — «Валленберг: История героя» (англ. Wallenberg: A Hero's Story) был снят в 1985 году Ламонтом Джонсоном. Кроме того, были сняты фильмы «Рауль Валленберг: Между строк» (англ. Raoul Wallenberg: Between the Lines) — Карин Альтман, 1986, «Миссия Рауля Валенберга» снят Александром Роднянским в 1990 году и «Поиски Валленберга» (англ. Searching for Wallenberg) — Роберт Л. Киммел, 2001. В 2011 году режиссёр Григорий Илугдин снял по сценарию Сергея Барабанова документальный фильм «Соло для одиноких сов».
Российский писатель Эдвард Радзинский в романе «Иосиф Сталин. Последняя загадка» утверждает устами своего литературного героя, что причиной пленения и гибели Валленберга стали попытки руководителя гестапо Г. Мюллера использовать дипломатические связи Валленберга для торга за условия своего пленения советскими войсками, откупаясь освобождением узников концлагерей.
Писатель Юлиан Семёнов вывел Валленберга одним из героев романа «Отчаяние» — одной из книг цикла о советском разведчике Штирлице, предложив собственную интерпретацию гибели дипломата.
В романе братьев Вайнеров «Евангелие от палача» устами главного героя, сотрудника МГБ, утверждается, что Рауль Валленберг был ещё жив через шесть лет после его объявленной смерти в 1947 году.

## Семья
Мать Валленберга Мария фон Дардел и отчим Фредерик фон Дардел покончили жизнь самоубийством в 1979 году.
- Отец — Рауль Оскар Валленберг (1888—1912)
- Отчим — Фредерик Элиас фон Дардел (Fredrik von Dardel 1885—1979) умер в своей постели на 94 году жизни 12 февраля 1979 года[37].
- Мать — Мария София (Мэй) фон Дардел (Maria Sofia von Dardel 1891—1979), прожившая с мужем 61 год, скончалась два дня спустя, ей было 87 лет[38][39]
- Сводный брат — Гай Фредерик фон Дардел (1919—2009)[40]
- Сводная сестра — Нина Вивека Мария Лагергрен (1921—2019)[41]